# Panorpa schweigeri
Panorpa schweigeri är en näbbsländeart som beskrevs av Rainer Willmann 1975. Panorpa schweigeri ingår i släktet Panorpa och familjen skorpionsländor. Inga underarter finns listade i Catalogue of Life.